# Krásná (Chebi járás)
Krásná (németül Schönbach bei Asch) község Csehországban a Karlovy Vary-i kerület Chebi járásában. Csehország legnyugatibb fekvésű községe. Részét képezi Kamenná település, továbbá Černý Luh és Štítary tanyák. Jelenlegi közigazgatási területén fekszik az 1950-ben megszüntetett Újezd (Mähring bei Asch) község. Korábban szintén részét képezték az azóta megszűnt Elfhausen, Strážný, Wiedenfeld és Wiedenpöhl települések, valamint Banát, Červený mlýn, Ovčárna, Nové Domy, Luh és Fuchsův Mlýn tanyák.

## Fekvése
Az Aši–kiszögellés nyugati részén, Aš északi szomszédságában fekszik.
A település nyugati határában fekszik a 716 m tengerszint feletti magasságot elérő Štítary–hegy.

## Története
A 12. században német telepesek alapították. Első írásos említése 1331-ből származik, ekkor a Neuberg–család birtoka. A 15. század kezdetén a Zedtwitz-család vásárolta meg, majd birtokolta nagy részét 1945-ig. A Zedtwitz-család egyik ága, a család szétválását követően 1642-ben telepedett le a községben, s építette fel kastélyát. 1828-ban a kastély leégett, s pénz hiányában csak az épület egy részét újították fel. A rendkívül rossz állapotban levő kastélyt az 1950-es években bontották le. Sörgyárát 1898-ban alapították. 1910-ben már 2350 lakosa volt. 1920-ban 2014 lakosából 1860 német volt. A második világháborút követően a szláv nemzetállam kialakítására törekvő csehszlovák kormány határozata alapján német nemzetiségű lakosságát Németországba toloncolták. Lakosainak száma nagymértékben lecsökkent, több hozzá tartozó település, tanya teljesen elnéptelenedett. 1951-ben a település egy részét, a határsáv tiltott övezetévé nyilvánították, mely övezetben fekvő lakóházak lebontásra kerültek. 1960 és 1989 között Aš településrésze volt. 1990-től ismét önálló község. A határőrség egykori laktanyáját a 2000-es években lakásokká alakították át.

## Nevezetességek
- A község területén fekszik Csehország legnyugatibb pontja. é. sz. 50° 15′ 11″, k. h. 12° 05′ 33″50.253056°N 12.092500°E
- A Větrov kastélyt Jäger aschi textilgyáros építtette. A II. világháború után árvaházzá alakították át. Markéta Zinnerová regénye alapján 1979-ben itt forgatták az Indiáni z Větrova cseh filmet. A kastély jelenleg szálloda és étterem.
- Az egykori sörgyár épülete a II. világháborút követően évtizedeken keresztül romokban hevert. Jelenleg magántulajdon.

## Lakossága
| Év            | 1850 | 1930 | 1947 | 1961 | 1970 | 1975 | 1991 | 1996 | 2001 | 2007 |
| ------------- | ---- | ---- | ---- | ---- | ---- | ---- | ---- | ---- | ---- | ---- |
| Lakosok száma | 924  | 2174 | 804  | 542  | 473  | 388  | 450  | 507  | 428  | 462  |

## Gazdasága
Fémöntödéje a község legtöbb személyt foglalkoztató ipari létesítménye.

## Közlekedés
Vasúton a 148-as számú Cheb–Hranice v Čechách-vasútvonal által érhető el, melynek Aš–město (Aš város) és Hranice közti szakaszán naponta csak egy járat közlekedik. A község megállója még Aš város területén fekszik, ezért megjelölése Aš-předměstí (Aš előváros).

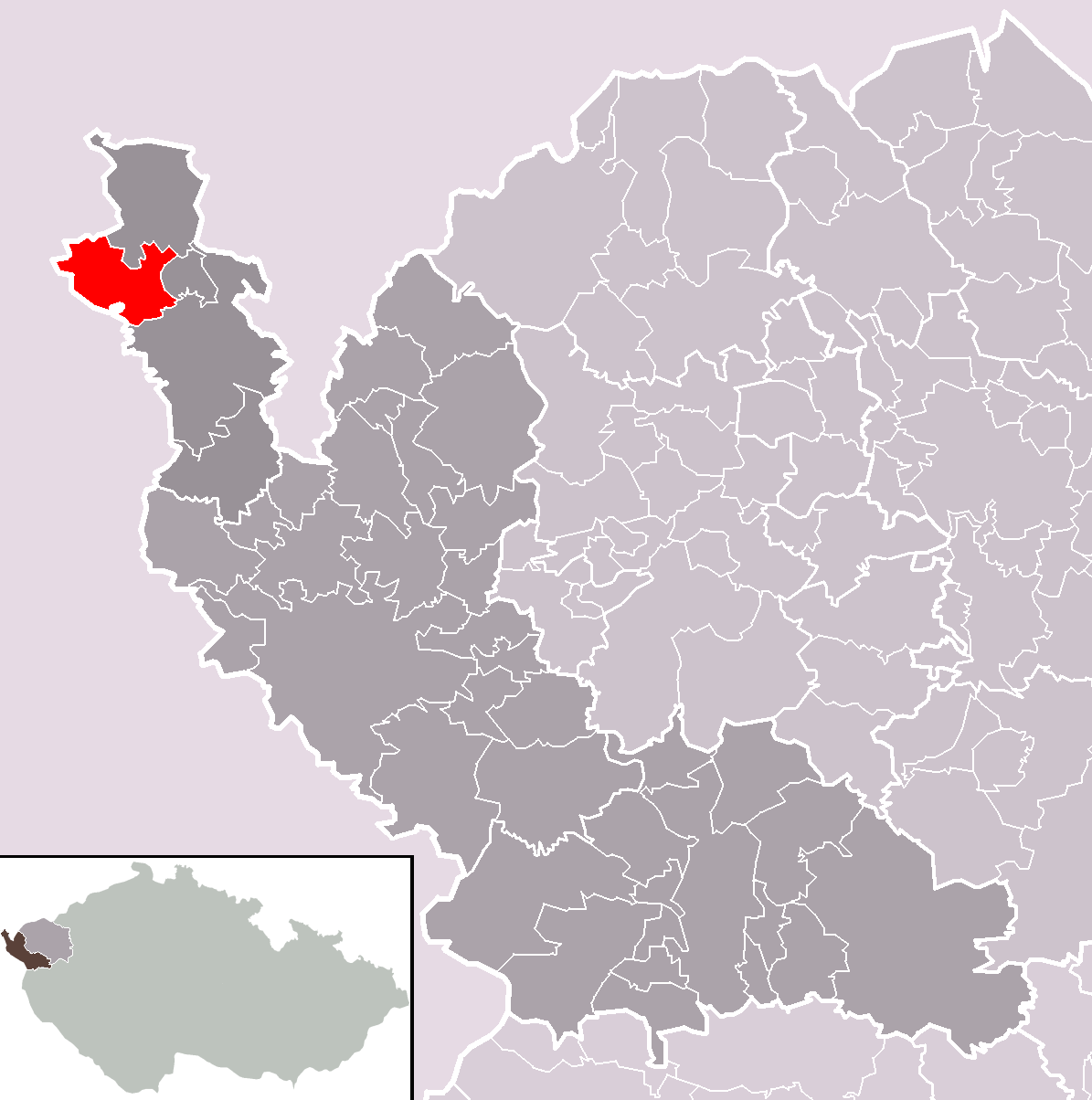
A község közigazgatási területe

## Fordítás

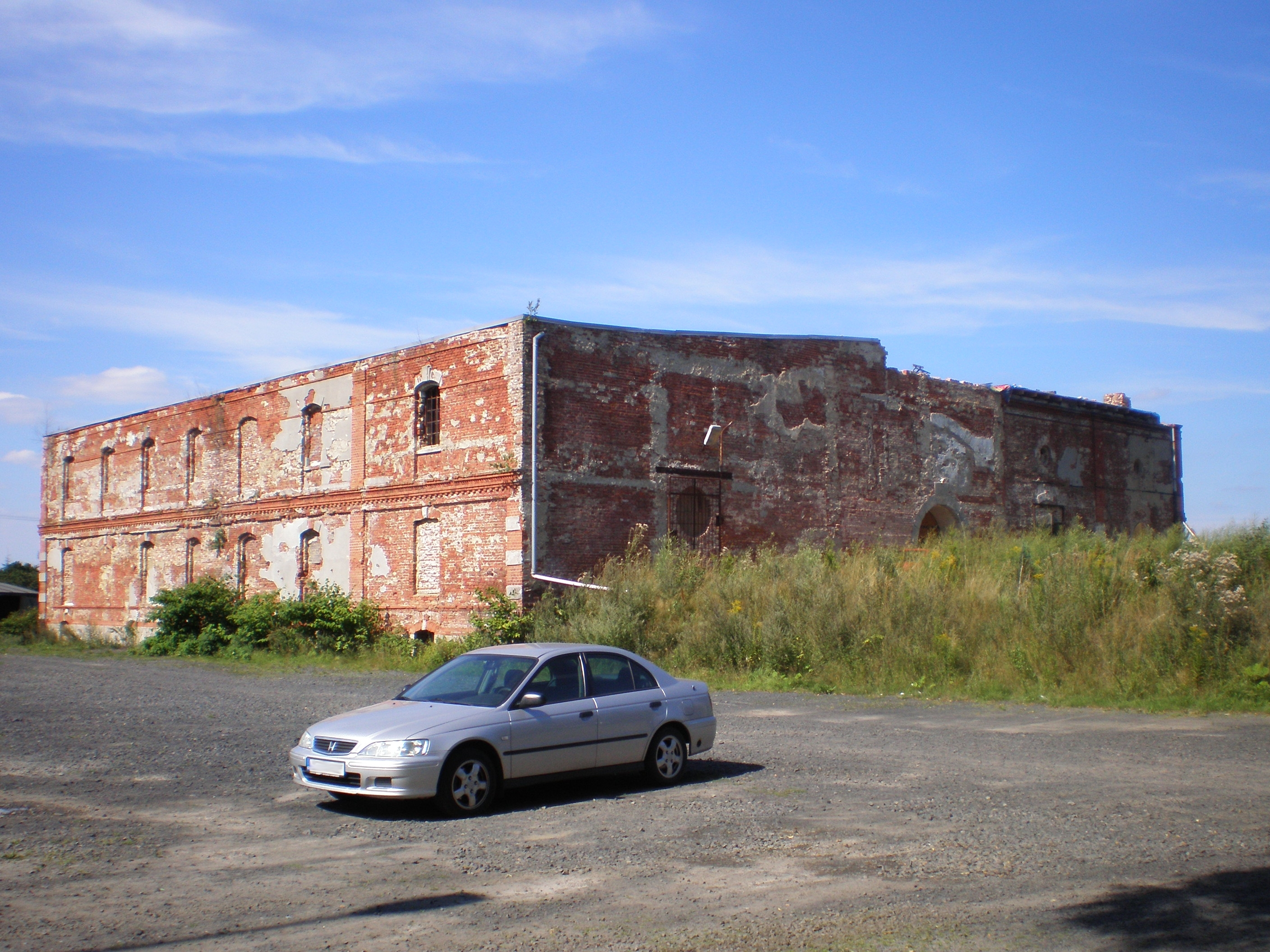
Az egykori sörgyár

- Ez a szócikk részben vagy egészben a Krásná (okres Cheb) című cseh Wikipédia-szócikk ezen változatának fordításán alapul.  Az eredeti cikk szerkesztőit annak laptörténete sorolja fel. Ez a jelzés csupán a megfogalmazás eredetét és a szerzői jogokat jelzi, nem szolgál a cikkben szereplő információk forrásmegjelöléseként.